# Piercia stevensi
Piercia stevensi är en fjärilsart som beskrevs av Louis Beethoven Prout 1928. Piercia stevensi ingår i släktet Piercia och familjen mätare. Inga underarter finns listade i Catalogue of Life.